# Howard Kendall
Howard Kendall (* 22. Mai 1946 in Ryton; † 17. Oktober 2015 in Southport) war ein englischer Fußballspieler und späterer Trainer. Er gewann in beiden Funktionen mit dem FC Everton die englische Meisterschaft und war 1985 Trainer der Mannschaft, die den Europapokal der Pokalsieger errang.

## Spielerlaufbahn
Kendall schloss sich 1961 der Nachwuchsabteilung von Preston North End an. Dort unterschrieb er im Mai 1963 seinen ersten Profivertrag und kam bereits rund ein Jahr später im FA-Cup-Endspiel gegen West Ham United zu seiner Premiere. Sein unvermitteltes Debüt, als er auf der linken Halbposition den suspendierten Ian Davidson vertrat, bedeutete zudem, dass er der bis dato jüngste Spieler in einem FA-Cup-Finale im gesamten 20. Jahrhundert war.
Der gelernte Abwehrspieler wechselte im März 1967 für eine Ablösesumme in Höhe von 80.000 britischen Pfund zum FC Everton und bildete dort fortan mit Alan Ball und Colin Harvey eine berühmte Mittelfeldreihe, die als „Holy Trinity“ (Heilige Dreifaltigkeit) betitelt wurde. Mit Hilfe dieses Trios gewann der FC Everton in der Saison 1969/70 die englische Meisterschaft. In den anschließenden drei Jahren führte Kendall das Team als Kapitän an. Bei seiner einzigen Teilnahme am Europapokal der Landesmeister in der Spielzeit 1970/71 stieß er dabei nach einem Sieg gegen Borussia Mönchengladbach in der Runde der letzten 16 Mannschaften bis ins Viertelfinale vor. Dabei hatte Kendall mit einem kuriosen Weitschusstreffer gegen Wolfgang Kleff, der damit beschäftigt war, auf das Spielfeld geworfene Toilettenrollen zu entfernen, das 1:1 in Mönchengladbach erzielt. Da auch das Rückspiel im Goodison Park 1:1 endete, musste das Spiel im Elfmeterschießen entschieden werden, in dem Kendall seinen Strafstoß verwandelte und nach dem Fehlschuss von Ludwig Müller in dem FC Everton einen glücklichen Sieger fand. Weniger Fortune folgte im Viertelfinale gegen den späteren Finalisten Panathinaikos Athen. Nach einem 1:1 im Heimspiel konnten die „Toffees“ im Rückspiel trotz eines Eckenverhältnisses von 19:0 keinen Treffer erzielen und das 0:0 bedeutete aufgrund der Auswärtstorregel das Aus für den englischen Meister.
Im Februar 1974 heuerte Kendall bei Birmingham City an. Nach weiteren dreieinhalb Jahren zog es ihn zu Stoke City, wo er ab Februar 1978 das Amt eines Spielertrainers bekleidete und maßgeblich am Erstligaaufstieg des Vereins beteiligt war. Obwohl Kendall als einer der besten englischen Fußballspieler seiner Zeit galt und 1964 die englische Jugendnationalmannschaft als Kapitän zum Sieg im „kleinen Weltpokalfinale“ führte, kam er trotz einiger Spiele in Nachwuchsauswahlen nie in der englischen A-Nationalmannschaft zum Zuge.

## Trainerkarriere
Im Juni 1979 zog Kendall weiter zu den Blackburn Rovers, diente auch diesem Verein als Spielertrainer und führte den damaligen Drittligisten in die zweitklassige Second Division. Der direkte Durchmarsch in die oberste englische Spielklasse in der anschließenden Saison 1980/81 schlug nur knapp aufgrund der schlechteren Tordifferenz fehl.
Er kehrte im Mai 1981 nach Everton zurück und absolvierte dort noch einmal vier Partien, bevor er seine aktive Spielerkarriere beendete und ins Trainerfach aufstieg. Nennenswerte Erfolge blieben bei den „Toffees“ zunächst aus und im Januar 1984 sah es bereits danach aus, als könnte Kendall entlassen werden. Mit dem Erreichen des Ligapokalendspiels und dann sogar dem FA-Cup-Sieg gegen den FC Watford legte er jedoch den Grundstein für eine äußerst erfolgreiche Ära des Klubs. Die Saison 1984/85 entwickelte sich danach zu der erfolgreichsten Spielzeit des FC Everton in dessen jüngerer Geschichte. Unter dem Trainer Kendall gewannen die „Blues“ überlegen die englische Meisterschaft, erreichten zudem ein weiteres Mal das FA-Cup-Endspiel und errangen mit dem Europapokal der Pokalsieger die bis dato einzige europäische Trophäe des FC Everton. Es folgten in der Spielzeit 1985/86 zwei weitere zweite Plätze. Dabei mussten sich die Toffees sowohl in der Meisterschaft als auch im FA-Cup-Finale dem Lokalrivalen FC Liverpool geschlagen geben. In umgekehrter Reihenfolge gewann Kendall mit den Toffees in der Saison 1986/87 seine zweite englische Meisterschaft und distanzierte die „Reds“ um neun Punkte. Gemeinsam manifestierten die beiden Liverpooler Vereine zu dieser Zeit ihre Vorherrschaft im englischen Fußball.
Da den englischen Fußballvereinen der Zugang zu den europäischen Wettbewerben aufgrund der Heysel-Katastrophe verwehrt blieb, wechselte der ambitionierte Kendall 1987 nach Spanien zu dem baskischen Klub Athletic Bilbao. Dort konnte er jedoch keinen nennenswerten Erfolg feiern und belegte mit der Mannschaft, die traditionell nur aus baskischen Spieler bestand, in den Jahren 1988 und 1989 nur den vierten und siebten Platz. Dennoch schlug er während dieser Zeit ein lukratives Angebot von Newcastle United aus, bevor er dann im November 1989 nach einem schlechten Saisonstart in Bilbao entlassen wurde. Anstelle von Newcastle United betreute Kendall nach seiner Heimkehr nach England bereits im folgenden Monat Manchester City, bevor es ihn im November 1990 zu einer zweiten Amtszeit zum FC Everton zurückführte. Die erfolgreichen Zeiten kehrten mit dem vormaligen Meistertrainer jedoch nicht zurück und Streitigkeiten mit der Vereinsführung hinsichtlich der Spielertransferpolitik sorgten für Kendalls zweiten Abschied im Dezember 1993.
Die nächste Trainerstation führte Kendall nach Griechenland zu Skoda Xanthi, wo er eine ebenso kurze wie erfolglose Zeit verbrachte. Im Januar 1995 kehrte er nach England zurück und betreute dort den Zweitligisten Notts County, der sich in akuter Abstiegsgefahr befand. Unter Kendalls Leitung stabilisierten sich die Leistungen der Mannschaft deutlich und dem Verein gelang Ende März der Sprung aus der Abstiegszone. Erneut sorgten jedoch Unstimmigkeiten mit der Vereinsführung für ein vorzeitiges Ende und Kendall wurde bereits im April 1995 wieder entlassen – die „Magpies“ stiegen am Ende der Spielzeit schlussendlich doch noch ab. Erneut als „Feuerwehrmann“ betätigte er sich dann ab Dezember 1995 bei Sheffield United, rettete den Verein vor dem Abstieg in die Drittklassigkeit und führte ihn 1997 ins Play-off-Endspiel, in dem er gegen Crystal Palace unterlag.
Kendall schloss sich im August 1997 ein drittes Mal dem FC Everton an, aber auch bei seiner zweiten Rückkehr endete die Trainerzeit nach nur einem Jahr und der Abstieg wurde erst am letzten Spieltag knapp verhindert. Seine bis dato letzte Station war der griechische Verein Ethnikos Piräus. Sie dauerte lediglich vier Monate und als Tabellenletzter entließ ihn der Verein im März 1999. Nach eigenen Angaben erhielt Kendall auch in der Folgezeit Angebote von englischen Fußballvereinen, die er aber allesamt ablehnte. Der von ihm selbst geäußerte Wunsch zur Übernahme der irischen Nationalmannschaft blieb ihm jedoch verwehrt.

## Erfolge

### Als Spieler
- Englischer Meister: 1970

### Als Trainer
- Europapokalsieger der Pokalsieger: 1985
- Englischer Meister: 1985, 1987
- FA-Cup-Gewinner: 1984